# Východočeský krajský přebor 1982/1983
V soubojích Východočeského krajského přeboru 1982/1983 se utkalo 14 týmů dvoukolovým systémem podzim – jaro. Tento ročník skončil v červnu 1983.

## Výsledná tabulka
| Poř. | Tým                              | Z  | V  | R | P  | VG | OG | B  |
| ---- | -------------------------------- | -- | -- | - | -- | -- | -- | -- |
| 1.   | TJ Kolora Semily                 | 26 | 19 | 4 | 3  | 69 | 24 | 42 |
| 2.   | VTJ Hradec Králové               | 26 | 16 | 3 | 7  | 53 | 34 | 35 |
| 3.   | TJ Jiskra Ústí nad Orlicí        | 26 | 11 | 7 | 8  | 42 | 33 | 29 |
| 4.   | TJ Slovan TMS Pardubice          | 26 | 12 | 4 | 10 | 40 | 35 | 28 |
| 5.   | TJ Slovan Moravská Třebová       | 26 | 11 | 6 | 9  | 48 | 47 | 28 |
| 6.   | TJ Nová Paka                     | 26 | 9  | 9 | 8  | 31 | 36 | 27 |
| 7.   | TJ Jiskra Holice                 | 26 | 9  | 6 | 11 | 47 | 42 | 24 |
| 8.   | VTJ Jičín                        | 26 | 9  | 5 | 12 | 35 | 34 | 23 |
| 9.   | TJ Spartak Chotěboř              | 26 | 9  | 5 | 12 | 41 | 43 | 23 |
| 10.  | TJ Spartak Vrchlabí              | 26 | 7  | 6 | 11 | 38 | 45 | 22 |
| 11.  | TJ Spartak Nové Město nad Metují | 26 | 9  | 4 | 13 | 29 | 55 | 22 |
| 12.  | TJ Světlá nad Sázavou            | 26 | 8  | 5 | 13 | 46 | 47 | 21 |
| 13.  | TJ Lanškroun                     | 26 | 9  | 3 | 14 | 40 | 57 | 21 |
| 14.  | TJ Osinek Kostelec nad Orlicí    | 26 | 6  | 7 | 13 | 26 | 54 | 19 |

Poznámky:
- Z = Odehrané zápasy; V = Vítězství; R = Remízy; P = Prohry; VG = Vstřelené góly; OG = Obdržené góly; B = Body

|  | Postup do Divize C 1983/1984             |
|  | Sestup do příslušné I. A třídy 1983/1984 |